# Käsestrasse Bregenzerwald
 (août 2019).

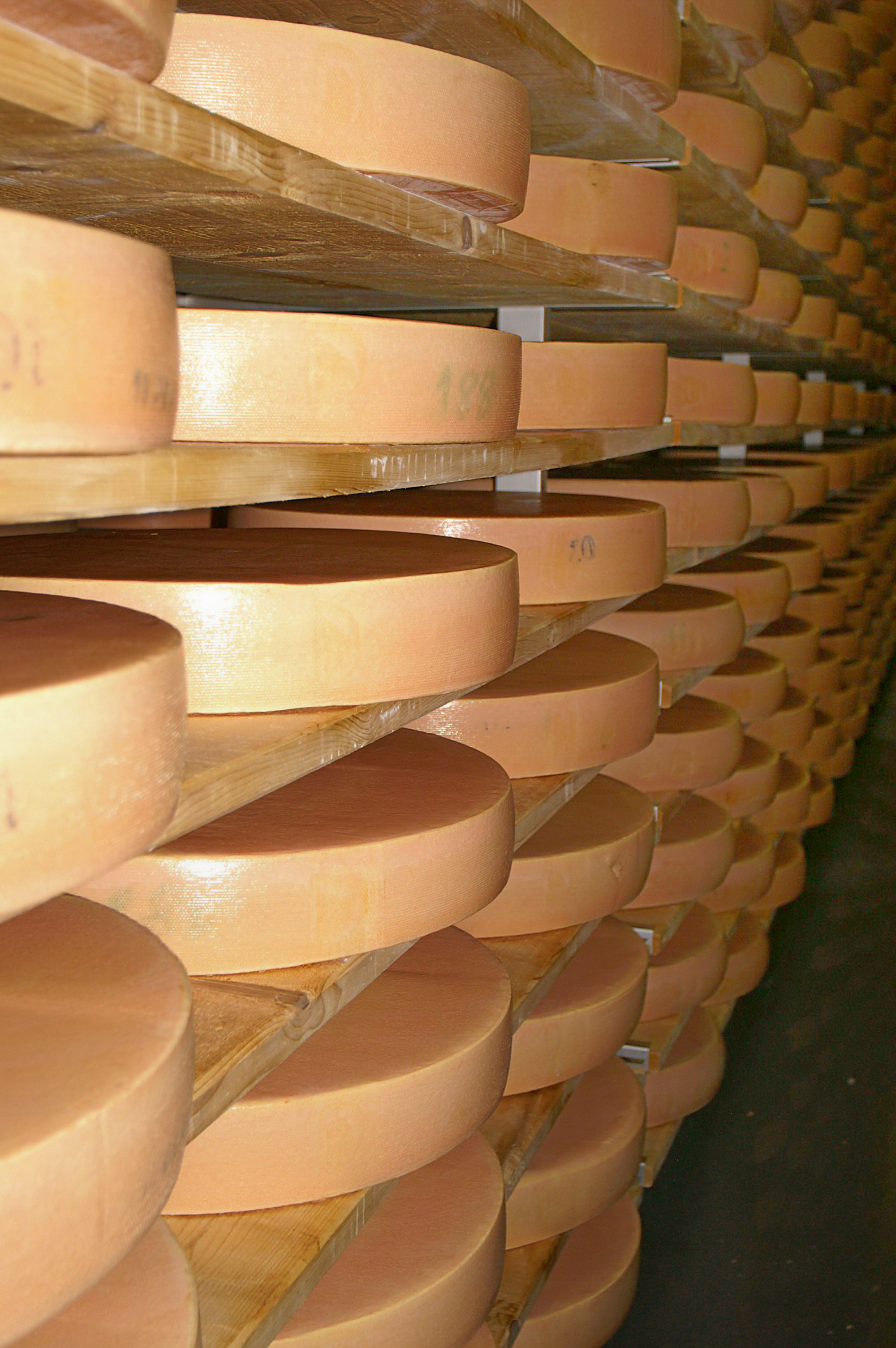
Cave de fromage du Bregenzerwald à Lingenau.

La KäseStrasse Bregenzerwald (littéralement : route des fromages de la forêt de Bregenz) est une association à but non lucratif qui relie les entreprises productrices de fromages de la région Bregenzerwald (forêt de Bregenz) de Vorarlberg, en Autriche. L'organisation est un groupe d'agriculteurs, d'artisans et de commerçants du Bregenzerwald. Tous les membres et partenaires de la KäseStrasse contribuent à la préservation de l’agriculture du Bregenzerwald, de la transhumance alpine et de ses produits domestiques.

## Histoire
La KäseStrasse Bregenzerwald en tant qu’organisation existe depuis 1998 et comprend plusieurs routes de la forêt de Bregenz. L'objectif est de maintenir et de promouvoir la valeur régionale, de préserver les petites structures régionales et de faire de la région du Bregenzerwald une région fromagère.
Le lait et les produits laitiers, en particulier les fromages de montagne (Bergkäse), ont été pendant des siècles la nourriture de base de la population Walser. Le fromage est rapidement devenu un produit d'exportation important, renforçant ainsi sa valeur économique.
Pour la production de produits laitiers, les agriculteurs locaux conduisaient le bétail entre les vallées en hiver, les pâturages de hauteur moyenne au printemps et les hautes pâturages en été. Le lait obtenu est transporté au moyen d'un téléphérique, d'une charrette à bras ou d'une voiture, où un réservoir à lait récupère le lait. Les réservoirs sont ensuite acheminés vers une fromagerie (près de Hittisau, aujourd'hui), où la production de fromage débute. 
Cette soi-disant transhumance alpine a façonné une grande partie du paysage alpin et se pratique encore aujourd'hui. Fermes, huttes paysannes et alpages font partie du paysage typique du Vorarlberg. La vie des habitants a été fortement influencée par cette forme de migration saisonnière et ils ont développé une culture alpine traditionnelle, telle que Yodel, Alphorn ou Schwingen.

### Aujourd'hui
La région Bregenzerwald possède la structure de laiterie (alpine et de la vallée) la mieux conservée d'Autriche. Environ 1 066 exploitations agricoles avec un total de 12 500 vaches laitières produisent plus de 45 millions de kg de lait par an. La surface moyenne par exploitation est de 12,6 ha, c'est-à-dire qu'il y a une vache laitière par ha dans le Bregenzerwald. 
Plus de 4 500 tonnes de fromage sont produites dans le Bregenzerwald en petites structures bien gérables. La production dans de petites laiteries alpines villageoises et la production des produits à partir d'une culture purement sans silo est unique en Europe. Dans les 18 petites laiteries villageoises et dans 90 alpages laitiers (130 en Vorarlberg), on produit du fromage, surtout du fromage de montagne et d'alpage du Bregenzerwald (protection d'origine Vorarlberg) et de l'emmental, des fromages tranchés de doux à épicé, des fromages à pâte molle et frais de vache, d'agneau et de chèvre.